# Gong Jinjie
Gong Jinjie (chiń. 宫金杰; pinyin Gōng Jīnjié; ur. 12 listopada 1986) – chińska kolarka torowa, wicemistrzyni olimpijska oraz wielokrotna medalistka mistrzostw świata. Była rekordzistka świata w sprincie drużynowym kobiet z czasem 32,034 s (rekord obowiązywał w latach 2015-2021).

## Kariera
Pierwszy sukces w karierze Gong Jinjie osiągnęła w 2006 roku, kiedy na igrzyskach azjatyckich w Dosze zdobyła srebrny medal w sprincie indywidualnym. Dwa lata później brała udział w mistrzostwach świata w Manchesterze, gdzie razem z Zheng Lulu zdobyła srebrny medal w sprincie drużynowym. Wynik ten Gong powtórzyła dwa lata później, podczas mistrzostw świata w Kopenhadze (tym razem w drużynie z Lin Junhong). W tej samej konkurencji, startując z Guo Shuang, zdobywała brązowe medale na mistrzostwach świata w Apeldoorn w 2011 roku i mistrzostwach w Melbourne w 2012 roku oraz srebrne na igrzyskach olimpijskich w Londynie w 2012 roku i rozgrywanych rok później mistrzostwach świata w Mińsku. Wywalczyła również złoty medal igrzysk azjatyckich w Inczonie, w konkurencji sprintu drużynowego.